# Grand Prix Cycliste la Marseillaise 2019
Il Grand Prix Cycliste la Marseillaise 2019, quarantesima edizione della corsa, valevole come evento dell'UCI Europe Tour 2019 e come prima prova della Coppa di Francia categoria 1.1, si svolse il 3 febbraio 2019 su un percorso di 139,8 km, con partenza e arrivo a Marsiglia, in Francia. La vittoria fu appannaggio del francese Anthony Turgis, che completò il percorso in 3h39'47", alla media di 38,165 km/h, precedendo il connazionale Romain Combaud e il belga Tom Van Asbroeck.
Sul traguardo di Marsiglia 96 ciclisti, su 110 partiti dalla medesima località, portarono a termine la competizione.

## Squadre e corridori partecipanti
| N.    | Cod. | Squadra                    |
| ----- | ---- | -------------------------- |
| 1-7   | ALM  | AG2R La Mondiale           |
| 11-17 | GFC  | Groupama-FDJ               |
| 21-27 | DMP  | Delko Marseille Provence   |
| 31-37 | COF  | Cofidis, Solutions Crédits |
| 41-47 | TDE  | Direct Énergie             |
| 51-57 | PCB  | Team Arkéa-Samsic          |
| 61-67 | VCB  | Vital Concept-B&B Hotels   |
| 71-77 | WVA  | Wallonie Bruxelles         |

| N.      | Cod. | Squadra                         |
| ------- | ---- | ------------------------------- |
| 81-87   | GAZ  | Gazprom-RusVelo                 |
| 91-97   | SVB  | Sport Vlaanderen-Baloise        |
| 101-106 | WGG  | Wanty-Gobert Cycling Team       |
| 111-117 | EUS  | Euskadi Basque Country-Murias   |
| 121-127 | ICA  | Israel Cycling Academy          |
| 131-137 | AUB  | St Michel-Auber 93              |
| 141-147 | NRL  | Natura4Ever-Roubaix-Lille Métr. |
| 151-157 | CCS  | Sovac                           |

## Ordine d'arrivo (Top 10)
| Pos. | Corridore         | Squadra    | Tempo    |
| ---- | ----------------- | ---------- | -------- |
| 1    | Anthony Turgis    | Direct     | 3h39'47" |
| 2    | Romain Combaud    | Delko Mar. | s.t.     |
| 3    | Tom Van Asbroeck  | Israel     | a 23"    |
| 4    | Julien Trarieux   | Delko Mar. | s.t.     |
| 5    | Zico Waeytens     | Cofidis    | s.t.     |
| 6    | Lilian Calmejane  | Direct     | s.t.     |
| 7    | Clément Venturini | AG2R       | s.t.     |
| 8    | Milan Menten      | Sport Vl.  | s.t.     |
| 9    | Kévin Le Cunff    | Auber 93   | s.t.     |
| 10   | Aimé De Gendt     | Wanty      | s.t.     |